# Ála flekks saga
Ála flekks saga es una de las sagas caballerescas aunque a veces también se la incluye entre las sagas de los tiempos antiguos, escrita en nórdico antiguo en Islandia hacia el siglo XV. La trama se centra en la historia de un supuesto hijo de Ricardo I de Inglaterra que fue encontrado y criado por una pareja de ancianos que le apodan «Alí el manchado» por una marca de nacimiento en su mejilla derecha. Cuando cumple ocho años entra en la casa del rey, pero es acosado por una mujer perversa que le envía engañado al hogar de una troll llamada Nótt, aunque logra escapar y se casa con una reina guerrera, pero su hermano le transforma en un hombre lobo, hasta que su anciana madre adoptiva le reconoce y elimina la maldición. Finalmente, Alí asume su legítimo lugar como heredero de reino de Inglaterra.